# Reino Unido en los Juegos Olímpicos de Tokio 2020
El Reino Unido estuvo representado en los Juegos Olímpicos de Tokio 2020 por un total de 378 deportistas que compitieron en 26 deportes. Responsable del equipo olímpico fue la Asociación Olímpica Británica, así como las federaciones deportivas nacionales de cada deporte con participación.
Los portadores de la bandera en la ceremonia de apertura fueron el remero Mohamed Sbihi y la regatista Hannah Mills.

## Medallistas
El equipo olímpico del Reino Unido obtuvo las siguientes medallas:
| Nombre | Deporte               | Competición                   |
| --- | --------------------- | ----------------------------- |
| Oro |                       |                               |
| Galal Yafai | Boxeo                 | Mosca (52 kg) M               |
| Lauren Price | Boxeo                 | Medio (69–75 kg) F            |
| Bethany Shriever | Ciclismo BMX          | Carrera F                     |
| Charlotte Worthington | Ciclismo BMX          | Estilo libre F                |
| Thomas Pidcock | Ciclismo de montaña   | Campo a través M              |
| Jason Kenny | Ciclismo en pista     | Keirin M                      |
| Matthew Walls | Ciclismo en pista     | Ómnium M                      |
| Katie Archibald Laura Kenny | Ciclismo en pista     | Madison F                     |
| Max Whitlock | Gimnasia artística    | Caballo con arcos M           |
| Benjamin Maher (Explosion Z) | Hípica                | Salto individual              |
| Tom McEwen (Toledo de Kerser) Laura Collett (London 52) Oliver Townend (Ballaghmore Class)                                             | Hípica                | Concurso completo por equipos |
| Adam Peaty | Natación              | 100 m braza M                 |
| Thomas Dean | Natación              | 200 m libre M                 |
| Thomas Dean James Guy Matthew Richards Duncan Scott                                                                                    | Natación              | 4×200 m libre M               |
| Kathleen Dawson Adam Peaty James Guy Anna Hopkin                                                                                       | Natación              | 4×100 m estilos mixto         |
| Joseph Choong | Pentatlón moderno     | Individual M                  |
| Kate French | Pentatlón moderno     | Individual F                  |
| Thomas Daley Matthew Lee | Saltos                | Plataforma 10 m sincro. M     |
| Jessica Learmonth Jonathan Brownlee Georgia Taylor-Brown Alex Yee                                                                      | Triatlón              | Relevo mixto                  |
| Giles Scott | Vela                  | Finn M                        |
| Dylan Fletcher Stuart Bithell | Vela                  | 49er M                        |
| Hannah Mills Eilidh McIntyre | Vela                  | 470 F                         |
| Plata |                       |                               |
| Chijindu Ujah Zharnel Hughes Richard Kilty Nethaneel Mitchell-Blake                                                                    | Atletismo             | 4×100 m M                     |
| Keely Hodgkinson | Atletismo             | 800 m F                       |
| Laura Muir | Atletismo             | 1500 m F                      |
| Pat McCormack | Boxeo                 | Wélter (69 kg) M              |
| Benjamin Whittaker | Boxeo                 | Semipesado (81 kg) M          |
| Kye Whyte | Ciclismo BMX          | Carrera M                     |
| Ryan Owens Jack Carlin Jason Kenny | Ciclismo en pista     | Velocidad por equipos M       |
| Ethan Hayter Matthew Walls | Ciclismo en pista     | Madison M                     |
| Katie Archibald Laura Kenny Neah Evans Josie Knight                                                                                    | Ciclismo en pista     | Persecución por equipos F     |
| Emily Campbell | Halterofilia          | +87 kg F                      |
| Tom McEwen (Toledo de Kerser) | Hípica                | Concurso completo individual  |
| Duncan Scott | Natación              | 200 m libre M                 |
| Duncan Scott | Natación              | 200 m estilos M               |
| Luke Greenbank Adam Peaty James Guy Duncan Scott                                                                                       | Natación              | 4×100 m estilos M             |
| Mallory Franklin | Piragüismo en eslalon | C1 individual F               |
| Harry Leask Angus Groom Tom Barras Jack Beaumont                                                                                       | Remo                  | Cuatro scull (M4X) M          |
| Bradly Sinden | Taekwondo             | –68 kg M                      |
| Lauren Williams | Taekwondo             | –67 kg F                      |
| Alex Yee | Triatlón              | Individual M                  |
| Georgia Taylor-Brown | Triatlón              | Individual F                  |
| John Gimson Anna Burnet | Vela                  | Nacra 17 mixto                |
| Bronce |                       |                               |
| Josh Kerr | Atletismo             | 1500 M                        |
| Holly Bradshaw | Atletismo             | Salto con pértiga F           |
| Asha Philip Imani-Lara Lansiquot Dina Asher-Smith                                                                                      | Atletismo             | 4×100 m F                     |
| Frazer Clarke | Boxeo                 | Superpesado (+91 kg) M        |
| Karriss Artingstall | Boxeo                 | Pluma (54–57 kg) F            |
| Declan Brooks | Ciclismo BMX          | Estilo libre M                |
| Jack Carlin | Ciclismo en pista     | Velocidad individual M        |
| Jennifer Gadirova Jessica Gadirova Alice Kinsella Amelie Morgan                                                                        | Gimnasia artística    | Equipo F                      |
| Bryony Page | Gimnasia en trampolín | Individual F                  |
| Charlotte Dujardin (Gio) | Hípica                | Doma individual               |
| Carl Hester (En Vogue) Charlotte Fry (Everdale) Charlotte Dujardin (Gio)                                                               | Hípica                | Doma por equipos              |
| Equipo | Hockey sobre hierba   | Torneo F                      |
| Chelsie Giles | Judo                  | –52 kg F                      |
| Luke Greenbank | Natación              | 200 m espalda M               |
| Liam Heath | Piragüismo            | K1 200 m M                    |
| Josh Bugajski Jacob Dawson Thomas George Mohamed Sbihi Charles Elwes Oliver Wynne-Griffith James Rudkin Thomas Ford Henry Fieldman (t) | Remo                  | Ocho con timonel (M8+) M      |
| Jack Laugher | Saltos                | Trampolín 3 m M               |
| Thomas Daley | Saltos                | Plataforma 10 m M             |
| Sky Brown | Skateboarding         | Parque F                      |
| Bianca Walkden | Taekwondo             | +67 kg F                      |
| Matthew Coward-Holley | Tiro                  | Foso M                        |
| Emma Wilson | Vela                  | RS:X F                        |